# Austin-Healey 100-6
Austin-Healey 100-6 — двомісний родстер, що виготовлявся у 1956—1959 рр. Вперше був представлений у кінці вересня 1956 р. Був заміною для Austin-Healey 100. Разом з наступником — Austin-Healey 3000 входив до так званої трійки "Великих Хіллі" (англ. The Big Healeys).
Модель 100-6 відрізняла довша на 2 дюйми (50,8 мм) колісна база, потужніший 6-циліндровий рядний двигун замість трохи більшого за робочим об'ємом рядного чотирициліндрового, нові сидіння (що до того були опцією). Лінії кузова стали прямішими, решітка радіатора ширшою, на капоті з'явився повітрезабірник, а лобове скло стало фіксованим.
Автомобіль мав дві модифікації: BN4 2+2 (виготовлявся з 1956 р.) та BN6, що був двомісним (виготовлявся у 1958—1959 рр.)
Автомобілі комплектувались форсованою версією двигуна BMC С-серії, що попередньо встановлювався на Austin Westminster. Потужність двигуна становила 102 к.с. (76 кВт), а у 1957 зросла до 117 к.с. (87 кВт) завдяки новому впускному колектору та ГБЦ. Попередньо стандартна підвищувальна передача («овердрайв») у трансмісії стала опцією.
В кінці 1957 р. виробництво перенесли з Лонгбриджа на завод MG у Абінгтон. Всього, до завершення виробництва у 1959 р. було виготовлено 14436 екземплярів.
У 1959 р. журнал The Motor протестував BN6 з 117-сильним (87 кВт) двигуном. Автомобіль мав максимальну швидкість 103,9 миль/год (167,2 км/год), розгін 0—60 миль/год (97 км/год) за 10,7 с. Витрата палива становила 20,8 миль на імперський галон (13,6 л/100 км, 17.3 mpg‑US). Тестовий автомобіль коштував £1307 (разом з податками).

## Зовнішні посилання
- Austin Memories [Архівовано 23 лютого 2011 у Wayback Machine.]— Історія марки "Остін" та Лонгбриджа
- Volunteer register with records and photos of the 100 [Архівовано 22 грудня 2015 у Wayback Machine.]